# Роздори (селище)
Роздо́ри — селище в Україні, у Роздорській селищній територіальній громаді Синельниківського району Дніпропетровської області. Є адміністративним центром Роздорської селищної громади. Населення за переписом 2001 року становить 1 842 особи.

## Географічне розташування
Селище міського типу Роздори розташоване на правому березі річки Нижня Терса, вище за течією на відстані 2,5 км розташоване село Гострий Камінь, нижче за течією на відстані 2,5 км розташоване село Писарівка (Павлоградський район), на протилежному березі — села Старовишневецьке, Мар'ївка (Павлоградський район) та Новоіларіонівське (Павлоградський район).

## Походження назви
Назва від слова роздор — «поділ річки на рукави, розвилок» (такий «роздор» тут робить р. Нижня Терса).

## Історія
Перед тим як у 1778 році надвірний радник М. І. Карабин одержав у дар від Катерини II 6000 десятин землі, на землі Роздорів були розкидані поодинокі зимівники і хутірки запорізьких козаків Самарської паланки Запорозької Січі. У них Карабин заснував села Роздори та Карабинівку, оселивши поряд з вільними козаками своїх кріпаків. Згодом села були об’єднані в слободу Роздори. Головним заняттям її мешканців було землеробство, побічним — дрібне ремесло для власних потреб. В економічних примітках до Генерального межування говорилося: «Селяни працюють в полі, а крім того займаються рукоділлям, прядуть льон, коноплі, вовну, тчуть полотно, сукна, з яких шиють одяг».
У 1882 році біля села споруджена залізнична станція Роздори.
Навколо селища ще у 1899 році були відкриті поклади каоліну. З інших корисних копалин є гравій, товща шару якого подекуди досягає по річці Нижній Терсі 12 метрів.
У 1957 році присвоєно статус — селище.
12 червня 2020 року, відповідно до розпорядження Кабінету Міністрів України № 709-р від «Про визначення адміністративних центрів та затвердження територій територіальних громад Дніпропетровської області», увійшло до складу Роздорської селищної територіальної громади.
19 липня 2020 року, в результаті адміністративно-територіальної реформи та ліквідації   Синельниківського (1923—2020) району, селище увійшло до складу новоутвореного Синельниківського району.

## Населення

### Мова
Розподіл населення за рідною мовою за даними перепису 2001 року:
| Мова            | Кількість | Відсоток |
| --------------- | --------- | -------- |
| українська      | 1701      | 92.35%   |
| російська       | 128       | 6.04%    |
| білоруська      | 4         | 0.22%    |
| циганська       | 4         | 0.22%    |
| вірменська      | 2         | 0.11%    |
| інші/не вказали | 3         | 0.16%    |
| Усього          | 1842      | 100%     |

## Економіка
- ТОВ «Дніпроагроальянс».
- ТОВ АХ «Південне».
- ПП Фірсов.

## Об'єкти соціальної сфери
- Школа.
- 2 дитячих дошкільних закладів.
- Обласний госпіталь для ветеранів війни.
- Поліклініка.
- Будинок культури.

## Транспорт
Через селище проходять автошлях регіонального значення Р85 та залізнична лінія Синельникове II — Чаплине, на якій розташована  однойменна станція.